# Sutton (Merseyside)
Sutton – dzielnica miasta St Helens w Anglii, w Merseyside, w dystrykcie metropolitalnym St. Helens. W 2011 roku dzielnica liczyła 12 003 mieszkańców.